# Allotinus batuensis
Allotinus batuensis är en fjärilsart som beskrevs av John Nevill Eliot 1967. Allotinus batuensis ingår i släktet Allotinus och familjen juvelvingar. Inga underarter finns listade i Catalogue of Life.